# Funky Monks
Funky Monks es el título de un documental de 1991 sobre la banda californiana Red Hot Chili Peppers. En este documental la banda californiana se encuentra en una mansión, donde graba y escribe sus canciones posteriormente lanzadas a la venta en el álbum Blood Sugar Sex Magik, el cual vendió más de 7 millones de copias en los Estados Unidos y cerca de 15 millones en el resto del mundo.

## Datos del Documental
- "Funky Monks" también es el título de una canción del álbum Blood Sugar Sex Magik.
- Blood Sugar Sex Magik fue producido por Rick Rubin en una supuesta casa encantada.
- El documental dura 60 minutos.
- Está filmado en blanco y negro.
- En él aparecen imágenes de la banda grabando canciones para el álbum, como "Give It Away", "Under the Bridge" o "My Lovely Man", aunque también aparecen algunas otras que fueron lanzadas años después, como "Soul to Squeeze" o "Sikamikanico".
- Algunas de las imágenes que aparecen en el documental fueron recopiladas para hacer el video de "Suck My Kiss", que fue lanzado en 1992, tercer single de Blood Sugar Sex Magik.
- Funky Monks fue originalmente lanzado en VHS pero fue relanzado en DVD en 1999.
- Los Red Hot volvieron a la mansión que se encuentra en California para grabar su álbum lanzado en 2006, Stadium Arcadium.
- El director del documentario, Gavin Bowden, es el cuñado de Flea.

- Datos: Q1474715